# Flying Colours Airlines
Flying Colours Airlines (im Außenauftritt nur Flying Colours) war eine britische Fluggesellschaft.

## Geschichte
Flying Colours Airlines wurde im November 1995 gegründet und nahm den Flugbetrieb am 6. März mit der Route Manchester – Arrecife auf. Die Flotte bestand zu Beginn aus vier Boeing 757, die von den Flughäfen Manchester und London-Gatwick aus eingesetzt wurden. Des Weiteren war ein Airbus A320 am Flughafen Glasgow stationiert. Der Flugbetrieb wurde in enger Zusammenarbeit mit den Reiseveranstaltern Sunset Holidays und Club 18-30 durchgeführt.
Im Juni 1998 wurde Flying Colours Airlines von dem zur Thomas Cook Gruppe gehörenden Reiseveranstalter Sunworld aufgekauft. Dieser vereinigte die bereits zum Unternehmen gehörende Fluggesellschaft Airworld mit der neu aufgekauften Flying Colours Airlines. Letztere blieb im Außenauftritt bestehen und begann im Winter 1998/1999 mit weiteren Charterflügen von den außerhalb Großbritanniens gelegenen Flughäfen Amsterdam und Maastricht/Aachen.
Am 1. September 1999 legte die Thomas Cook Gruppe die beiden Fluggesellschaften Flying Colours Airlines und Caledonian Airways zu der neuen Gesellschaft JMC Airlines zusammen. Flying Colours Airlines setzte den Flugbetrieb lediglich im Außenauftritt unter eigenem Namen bis März 2000 fort. In dieser Zeit wurden die Lockheed L-1011 der Caledonian Airways durch weitere Boeing 757-200 ersetzt, bevor die Marke schließlich vom Markt genommen wurde.

## Flugziele
Es wurden hauptsächlich Flüge von den Flughäfen Manchester, London-Gatwick, Glasgow und Newcastle zu touristischen Zielen im Mittelmeerraum durchgeführt.

## Flotte

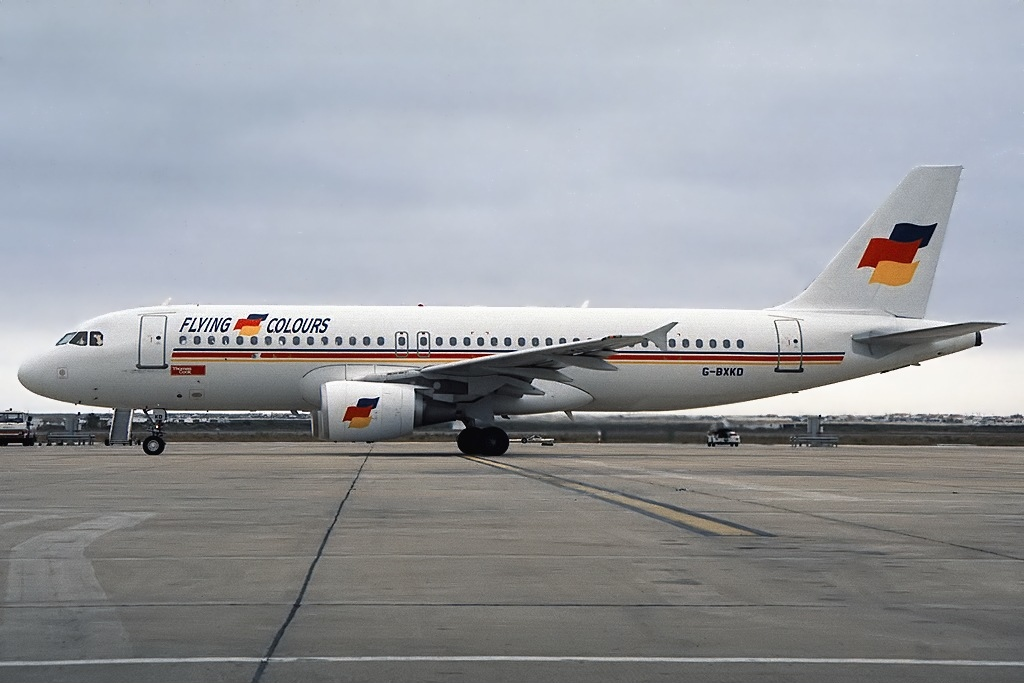
Airbus A320-200 der Flying Colours Airlines

Im Sommer vor der Zusammenlegung und der Einstellung des Flugbetriebes unter eigenem Namen bestand die Flotte aus zwölf Boeing 757 und vier Airbus A320.